# Dangbo
Dangbo är en kommun i departementet Ouémé i Benin. Kommunen hade 96 426 invånare år 2013.